# Carte brûlée
Au jeu de poker une carte est dite « brûlée » si elle est retirée du jeu.

## Carte brûlée face cachée

### Quand brûler une carte
La personne qui s'occupe de la distribution des cartes (donneur ou croupier) se charge de retirer du jeu la carte du dessus du paquet face cachée, en la posant au milieu de la table avant chaque tour ou une ou plusieurs cartes doivent être soit distribuées aux joueurs soit étalées face visible.
Mais pas lors du premier tour.
Au Texas hold'em, une carte sera brûlée avant d'étaler le flop, une avant le tournant et une avant la rivière.
Au Stud à sept cartes, une carte sera brûlée avant de distribuer la quatrième carte à tout le monde (au deuxième tour de distribution), une nouvelle au troisième tour et ainsi de suite.

### Pourquoi brûler une carte
La principale raison de cette manipulation est d'empêcher une certaine forme de tricherie. L'objectif est d'éviter qu'un joueur ayant repéré ou créé une marque sur le dos de la carte qui va être servie, puisse reconnaitre cette carte et jouer en fonction.

## Carte brûlée face visible
Ce cas ne se produit pas de façon normale, mais lorsque, par erreur, la personne chargée de la distribution a commis la maladresse de dévoiler une carte du jeu à un ou plusieurs joueurs alors que les enchères ont déjà commencé.
La carte est alors montrée à tout le monde est placée face visible au milieu de la table.
Cela peut aussi se produire lorsqu'un joueur commet cette maladresse et révèle une de ses cartes privées, cette carte est alors "brûlée" face visible au milieu de la table et le joueur est forcé d'abandonner le coup sans reprendre ses jetons déjà enchéris.
Cette règle est de moins en moins appliquée, sachant que cela est plus à l'avantage des autres joueurs que du maladroit, à la seule condition que cela ne soit pas fait volontairement.
Si les enchères n'ont pas commencé en revanche, le distributeur reprend toutes les cartes et recommence le coup.